# Districte de Straubing-Bogen
El districte de Straubing-Bogen, en alemany Landkreis Straubing-Bogen, és un districte rural (Landkreis), una divisió administrativa d'Alemanya, situat a la part oriental de la regió administrativa de la Baixa Baviera a l'estat federat de l'Estat Lliure de Baviera (Freistaat Bayern). Limita al nord i en sentit horari amb el districte de Cham, Regen, Deggendorf, Dingolfing-Landau, Landshut i Regensburg. La ciutat independent de Straubing està envoltat pel districte. La seu del govern del districte (Landratsamt) està situat a Straubing. Les úniques ciutats del mateix districte són Bogen i Geiselhöring. Compta amb una població de 95.242 habitants (2017).

## Història
El districte va ser creat el 1972 per la fusió dels districtes anteriors Straubing i Bogen i parts del districte de Mallersdorf.

## Geografia
El riu principal és el Danubi, que travessa el districte d'oest a l'est. Hi ha dues regions geogràfiques principals al districte. Una és Gäuboden amb la regió del Danubi i les terres baixes, l'altra són les muntanyes del Bosc Bavarès (Bayerische Wald).

## Escut d'armes
| Escut d'armes | L'escut es basa en l'escut d'armes de l'antic districte de Straubing. A la part inferior hi ha els diamants blanc i blau com a símbol de Baviera, com els Wittelsbach els va heretar com el seu escut sobre l'extinció dels Comtes de Bogen. Sobre ells, la línia ondulada simbolitza el riu Danubi. Les orelles de gra a la part alta de l'estructura de la zona principalment agrícola del districte. La Madonna al mig es va afegir després de la fusió amb el districte Bogen, i representa el pelegrinatge de Santa Maria a Bogenberg. |

## Ciutats i municipis
| Ciutats | Municipis | |
| --- | --- | --- |

Ciutats i municipis al Landkreis Straubing-Bogen

| 1. Bogen 2. Geiselhöring Markt 1. Mallersdorf-Pfaffenberg 2. Mitterfels¹ 3. Schwarzach¹ ¹ administrat en un Verwaltungsgemeinschaft Verwaltungsgemeinschaft 1. Aiterhofen 2. Hunderdorf 3. Mitterfels 4. Rain 5. Schwarzach 6. Stallwang 7. Straßkirchen | 1. Aholfing 2. Aiterhofen 3. Ascha 4. Atting 5. Falkenfels 6. Feldkirchen 7. Haibach 8. Haselbach 9. Hunderdorf 10. Irlbach 11. Kirchroth 12. Konzell 13. Laberweinting 14. Leiblfing 15. Loitzendorf 16. Mariaposching | 1. Neukirchen 2. Niederwinkling 3. Oberschneiding 4. Parkstetten 5. Perasdorf 6. Perkam 7. Rain 8. Rattenberg 9. Rattiszell 10. Salching 11. Sankt Englmar 12. Stallwang 13. Steinach 14. Straßkirchen 15. Wiesenfelden 16. Windberg |

## Antics municipis fins l'1 de maig de 1978
| antic municipi (avui una part del municipi) | població del municipi (any 1961) | població del poble principal (any 1961) |
| ------------------------------------------- | -------------------------------- | --------------------------------------- |
| Bogenberg (Bogen)                           | 585                              | 191                                     |
| Degernbach (Bogen)                          | 1.035                            | 98                                      |
| Elisabethszell (Haibach)                    | 774                              | 227                                     |
| Gossersdorf (Konzell)                       | 620                              | 270                                     |
| Haunkenzell (Rattiszell)                    | 688                              | 130                                     |
| Oberalteich (Bogen)                         | 1.319                            | 374                                     |
| Saulburg (Wiesenfelden i Kirchroth)         | 737                              | 190                                     |
| Steinburg (Hunderdorf)                      | 563                              | 180                                     |
| Waltendorf (Niederwinkling)                 | 482                              | 135                                     |
| Zinzenzell (Wiesenfelden i Stallwang)       | 562                              | 215                                     |